# Pedro y Pablo
Pedro y Pablo est un groupe argentin de folk rock. Formé en 1967, il est composé de Miguel Cantilo et Jorge Durietz et considéré par la presse nationale comme pionnier du rock argentin.

## Histoire
L'histoire du duo remonte à 1967, lorsque Miguel Cantilo et Jorge Durietz forment un groupe de rock appelé Los Cronopios ; l'année suivante, ils changent de nom pour devenir Pedro y Pablo, un duo qui se fait connaître grâce à sa combinaison de rock acoustique et de poésie mordante, et éventuellement de paroles de dénonciation sociale claire, et qui deviendra l'un des plus importants du genre en Argentine, connu pour être le créateur de chansons telles que Yo vivo en esta ciudad, Catalina Bahía, La marcha de la bronca, ¿Dónde va la gente cuando llueve?, Apremios ilegales, Padre Francisco et Que sea al sol, entre autres.
Miguel Cantilo et Jorge Durietz interprètent des reprises des Beatles lors de soirées en trio vocal (avec Guillermo Cerviño). Au cours de l'été 1968, ils se rendent à Punta del Este, en Uruguay, où ils organisent des zapadas sur les plages.

« Au bout d'un moment, il y avait une cinquantaine de personnes autour de nous. C'est là qu'on a commencé à nous rendre compte qu'il se passait quelque chose. »

— Miguel Cantilo
.
Lorsqu'ils se séparent à nouveau et tentent de relancer leur carrière solo, ils perdent toute popularité, à tel point que Corazón sudamericano (1985), le dernier album du duo, passe presque totalement inaperçu. Malgré cela, ils continuent à se produire, par exemple à San Isidro (Grand Buenos Aires) en 1989. En outre, Miguel Cantilo participe, avec Punch (es), et avec Raúl Porchetto, León Gieco et Piero, au Buenos Aires Rock de 1982, en jouant, entre autres, El rey lloró, Gente del futuro et Sólo le pido a Dios.
Vers le début de l'année 1995, ils reviennent sur scène pour interpréter les classiques et leurs nouvelles compositions en solo, accompagnés de Sufián Cantilo (claviers), Anael Cantilo (basse) et Rubén Fernández (batterie et percussions).
En 2013, la version argentine du magazine Rolling Stone, classe le deuxième album du duo, Conesa, sorti en 1972, 39e des « 100 meilleurs albums de rock argentin selon Rolling Stone ». La même année, ils effectuent une courte tournée en Israël.
Le 9 juin 2016, lors du concert de Miguel Cantilo au Centro Cultural Konex, on assiste à une brève réunion du duo à la moitié et à la fin du concert. Ils annoncent la sortie de nouveaux morceaux produit ensemble, ce qui confirme la réunion officielle du duo. Enfin, en mai 2024, le duo communique sur ses réseaux sociaux l'avènement d'un nouvel album de chansons « visant à configurer des portraits et des semblants de l'être argentin, des hommages à des métiers et des personnages sociaux utilisant des rythmes autochtones jusqu'à l'empreinte rock qui identifiait une bonne partie de leur songbook ».

## Discographie

### Albums studio
- 1970 : Yo vivo en esta ciudad
- 1972 : Conesa
- 1982 : Contracrisis
- 1985 : Corazón sudamericano

### Albums live
- 1982 : Pedro y Pablo en vivo
- 1984 : Pedro y Pablo en gira

### Singles
- 1970 : ¿Dónde va la gente cuando llueve? / Guarda con la rutina
- 1970 : Marcha de la bronca / Vivimos, paremos
- 1970 : Yo vivo en esta ciudad / Los caminos que no sigue nadie
- 1982 : Marcha de la bronca / Donde va la gente cuando llueve (en vivo)